# Église des Capucins de Venise
L'église des Capucins (en italien : Chiesa delle Cappuccine) est un édifice religieux catholique, sis à Venise, en Italie.

## Localisation
L'église est située dans le sestiere de Cannaregio.

## Description
Au-dessus de la porte se trouve une sculpture : "Madone col Bambino", œuvre attribuée au sculpteur Girolamo Campagna (1545-1626) 
A l’intérieur, une nef simple et unique, avec deux autels latéraux et un maître autel surmonté d'un tableau représentant La Vierge avec les Saints François, Claire, Marc et Ursule de Palma le Jeune. 
Le retable de l'autel de droite, la mort de saint Joseph, est une peinture de l'école de Padoue du XVIIe siècle dont l'auteur n'est pas connu. tandis que le retable de l'autel de gauche montre une ancienne copie d'une icône. Au plafond, trois boîtes vides, abritaient trois peintures de Palma le Jeune, aujourd'hui perdues, qui furnt données à Marietta Foscarini lors de la construction de l'église.